# Son Moro (Platja de Sant Llorenç)
Son Moro / Platja de Sant Llorenç, seltener auch Estanyol d’en Roig, bezeichnet einen Teilabschnitt des 1.800 Meter langen Strandes von Cala Millor im Osten der Baleareninsel Mallorca. Er befindet sich im östlichen Teil des Gemeindegebietes von Sant Llorenç des Cardassar.

## Lage und Beschreibung

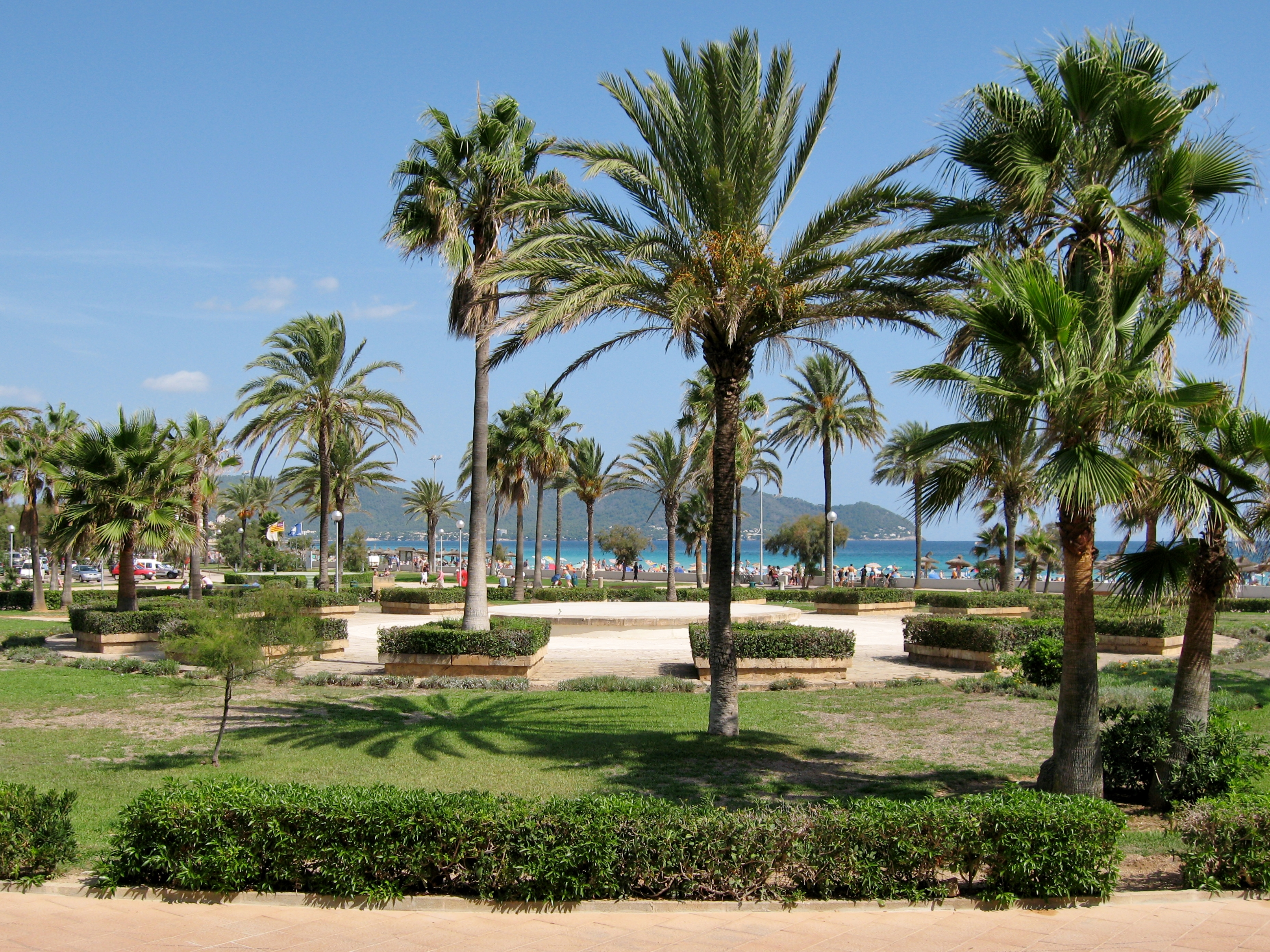
Parc de la Mar

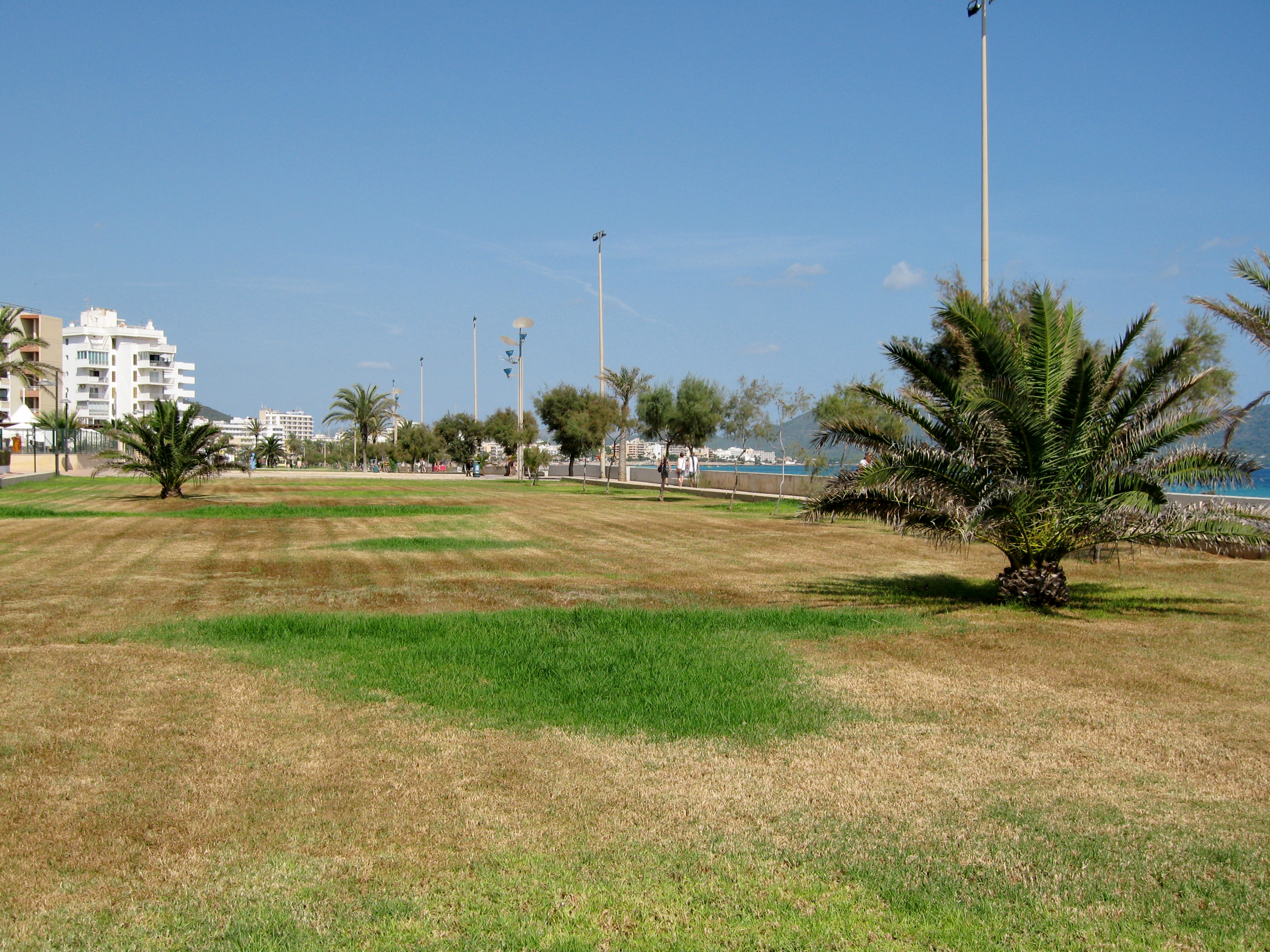
Passeig de la Mar

Der Name Son Moro bezeichnet eine Örtlichkeit an der Bucht von Son Servera (Badia de Son Servera), einem größeren Meereseinschnitt im Osten Mallorcas in der Region Llevant zwischen dem Cap des Pinar und der Halbinsel Punta de n’Amer. Durch die Ausweitung der Bebauung des Touristenortes Cala Millor nach Süden in den letzten Jahrzehnten des 20. Jahrhunderts wurde Son Moro durch diesen vereinnahmt. Heute erinnern nur noch die Landstraße Es Carreró de Son Moro, die Straße Camí de Son Moro und ein Geschäft, das den Namen trägt, an den einstigen Ort, an dem in den 1980er-Jahren der Parc de la Mar angelegt wurde.
Der etwa 600 Meter lange Strandabschnitt von Son Moro liegt zwischen den Buchten Cala Millor im Norden und der südlichen Cala Nau. Er reicht vom Parc de la Mar bis auf Höhe der Straße Carrer de Borneo am Übergang zum Strand der Cala Nau. Der Strand von Son Moro ist Teil des Platja de Sant Llorenç, der nach der Gemeinde Sant Llorenç des Cardassar benannt ist, und zu dem auch der südliche Abschnitt der Cala Millor gehört. Wie der Name Son Moro tritt auch die Bezeichnung Platja de Sant Llorenç immer mehr hinter die allgemeine Bezeichnung als „Strand von Cala Millor“ zurück.
Der Strand von Son Moro gleicht mit seinem feinen Sand dem südlichen Abschnitt der Cala Millor, hat allerdings einige flache Felsplatten am Wasser und ist, vor allem in Richtung Cala Nau, etwas schmaler. Am Strand, mit täglicher Reinigung, werden Liegen und Sonnenschirme verliehen. Seegrasablagerungen sind eher selten und werden in der Regel abgefahren.
Hinter dem Strand befindet sich der südliche Teil der Strandpromenade von Cala Millor, die Passeig de la Mar. An ihr reiht sich ein mehrstöckiger Hotelbau an den nächsten. Geschäfte, wie nördlich des Parc de la Mar, gibt es hier nicht. Zwischen Strand und Hotels wurde eine Grünanlage angelegt, eine mit wenigen Bäumen bestandene Rasenfläche, die in regelmäßigen Abständen von zum Strand führenden Stichstraßen unterbrochen wird. Am Parc de la Mar, einem großen kreisrunden Platz, steht der Pavillon der Touristen-Information (Informatión Turística) der Gemeinde Sant Llorenç des Cardassar.

## Zugang
Aus Richtung der Hauptstraße MA-4023 entlang der Küste zwischen Cala Bona und Porto Cristo führen zwei Straßen zum Strand von Son Moro. Das ist zum einen die nördliche Es Carreró de Son Moro, die hinter einem Kreisverkehr als Avinguda Badia de Llevant am Parc de la Mar endet. Weiterhin besteht die Möglichkeit über die Avinguda de les Palmeres und die Carrer Baladres durch den Nachbarort Sa Coma zum Südende des Strandes und zur Cala Nau zu gelangen.

## Belege
- Karte: Cala Millor, Mallorca 2008 – 2009